# Athylia avara
Athylia avara là một loài bọ cánh cứng trong họ Cerambycidae.